# Руси (династія)
Руси (фр. Roucy) — шляхетська родина норманського походження, що правила в графстві Руси, одному з семи графств князівства Шампань, що утворювало його північно-західну межу. Графи Руси також носили титул графа Реймса і свого часу володів Шато де ла Порт де Марс, єпископським замком Реймса. Родоначальником є Раґенольд (Райнальд), будівничий замку Руси, що став центром графства Руси. Династія по чоловічій лінії вимерла вже через чотири покоління, і графство Руси перейшло до графів з роду Мондідьє.

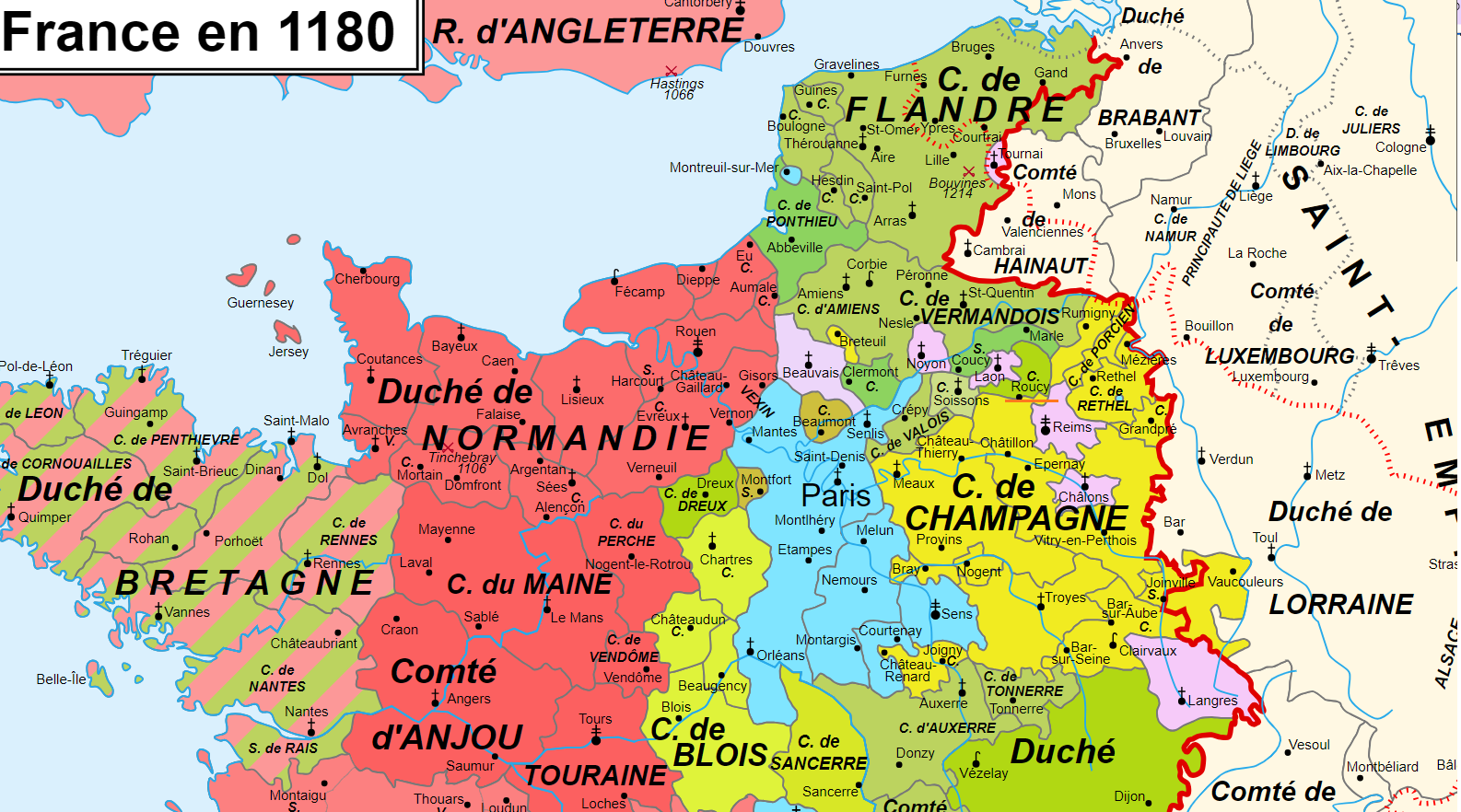
Мапа графства Руси у Франції, 1180

Райнальд Руси вперше згадується в 944 році, коли король Людовик IV надав йому та його брату Додо місто Монтіньї-Лангрен. Того ж року він здійснив набіг на абатство Сен-Медар у Суассоні. У 947 році він вперше згадується з титулом «граф». 948 року Райнальд почав будівництво замку Руси, і незабаром після цього він засвідчує грамоту абатства Клюні як «граф Реймса» (Rainaldus, Remensis comitis).
Графство Руси межувало з землями Лануа на півночі, королівським доменом на заході та Брейном, князівством Шампань з містом Реймс і землями Ретелуа на сході й півдні.
Власні землі графства включали міста Руси, Буффіньєре, Беррі-о-Бак, Понтавер, Консевро та частково землі Бланзі-ле-Фім, Курландон та Шод.

## Династія
- Рагенольд, † 10 травня 967, норман у 923 р., ⚭ Альверада Лотаринзька, донька князя Гізельберта Лотаринзького і Герберги Саксонської
  - Ґізельберт, † 19 квітня 991/1000 974 граф де Руси, віконт Реймса, похований в абатстві Сен-Ремі.
    - Еблес (Ебль) I, † 11 травня 1033, 997 граф Руси, 1021 архієпископ Реймса, 1023 граф Реймса. Мав дві доньки:
      - Хедвіґа (Ядвіґа), †1070, дружина Годфроїда IV Флоренського.
      - Адель (Аделаїда) (1015/20-1062), спадкоємиця графства Руси; ⚭ 1034 Гільдуїн III, граф Мондідьє, сеньйор де Рамеруп.
        - Ебль II (1050—1103), граф де Руси з 1063.